# Rødstjert
Rødstjerten (latin: Phoenicurus phoenicurus) er en fugleart i familien fluesnappere. Den er udbredt i Europa, Mellemøsten og Sibirien helt til Bajkalsøen. Det er en relativt almindelig ynglefugl i Danmark, hvor den første gang ynglede i 1860'erne. Karakteristisk for arten er den rødbrune hale og overgump. Den forekommer især i skovbryn i ældre løvskove eller parker.
Det er en trækfugl, der om vinteren trækker ned syd for den afrikanske sahelregion. Mange skandinaviske fugle trækker gennem Danmark.

## Udseende og stemme
Hos den 14 centimeter store rødstjert er hannen farvestrålende med grå isse og ryg, brune vinger og hvid pande. Undersiden hos hannen er rødbrun med sort kind, strube og forbryst. Hunnen er derimod gråbrun på oversiden og brunlig på undersiden uden hannens farver. Begge køn har rustrød hale og overgump.
Sangen er karakteristisk og består af nogle få fløjtetoner, "hii, dyv-dyv-dyv", efterfulgt af en kort kvidren. Kaldet kan gengives som "hyid tik-tik".

## Yngleforhold
Hannen finder et egnet redested og lokker hunnen til ved at fremvise sin røde hale. Det er hunnen, der bygger reden af græs, rødder, fjer og hår. Rødstjerten kan ruge i redekasser, helst placeret højt med mulighed for fri indflyvning. Det er i hovedsagen hunnen, som i løbet af 13-14 dage udruger de 3-8 blå æg, selvom hannen også kan deltage. Ungerne er flyvefærdige, når de er 14-16 dage gamle. Hunnen kan inden da være gået i gang med et nyt kuld og lade hannen opfostre første kuld alene.

## Føde
Især hannen kan som en fluesnapper fange insekter i luften, mens hunnen oftere søger føde på jorden. Ud over insekter lever rødstjerten også af edderkopper.